# Victoria Justice
Victoria Dawn Justice (n. 19 februarie 1993, Hollywood⁠(d), Florida, SUA) este o actriță, cântăreață și compozitoare americană. A debutat ca actriță la vârsta de 10 ani și de atunci a apărut în mai multe filme și seriale de televiziune printre care Zoey 101 și Victorious. În sitcomul Victorious a interpretat rolul principal în 4 sezoane, 2009 - 2013. A avut roluri secundare în filme precum Unknown sau The Garden. A apărut în mai multe seriale produse de Nickelodeon: True Jackson, VP, The Troop, The Penguins of Madagascar și iCarly.
Pe lângă actorie, Justice este implicată activ și în cariera sa muzicală. A debutat în 2009, când a interpretat mai multe melodii de pe coloana sonoră a filmului Spectacular!, produs de Nickelodeon. A continuat cu coloana sonoră a serialului Victorious, de asemenea produs de Nickelodeon. Victoria Justice a anunțat că lucrează la albumul său de debut. Cel mai probabil acesta va fi lansat în 2015.

## Copilăria
Victoria Justice s-a născut pe 19 februarie 1993 în Hollywood, Florida. Părinții ei sunt Serene și Zack Justice . Are o soră mai mică, Madison . 
Justice a arătat interes pentru actorie încă de la vârsta de opt ani, după ce a văzut o reclamă pentru copii. Ea și familia ei s-au mutat în California, Hollywood în 2003.. În 2005 a participat la un casting în urma căruia a fost acceptată în programul de teatru muzical al "Los Angeles' Millikan Performing Arts Academy" . Justice a făcut reclame pentru companii precum Ralph Lauren, Gap și Guess. A apărut și în reclame naționale pentru Mervyn's, Peanut Butter Toast Crunch and Ovaltine.

## Filmografie
| An   | Titlu                        | Rol           | Note                |
| ---- | ---------------------------- | ------------- | ------------------- |
| 2005 | Mary                         | Stella        | Scurtmetraj         |
| 2005 | When Do We Eat?              | Young Nikky   |                     |
| 2005 | Silver Bells                 | Rose          | Film de televiziune |
| 2006 | The Garden                   | Holly         |                     |
| 2006 | Unknown                      | Fetiță        |                     |
| 2009 | Spectacular!                 | Tammi Dyson   | Film de televiziune |
| 2009 | The Kings of Appletown       | Betsy         |                     |
| 2010 | The Boy Who Cried Werewolf   | Jordan Sands  | Film de televiziune |
| 2012 | The First Time               | Jane Harmon   |                     |
| 2012 | Fun Size                     | Wren DeSantis |                     |
| 2013 | Jungle Master                | Rainie (voce) |                     |
| 2014 | Naomi and Ely's No Kiss List | Naomi         |                     |
| 2015 | The Outskirts                | Jodie         |                     |

| An        | Titlu                         | Rol                               | Note                                              |
| --------- | ----------------------------- | --------------------------------- | ------------------------------------------------- |
| 2003      | Gilmore Girls                 | Jill #2                           | Episod: "The Hobbit, the Sofa, and Digger Stiles" |
| 2005      | The Suite Life of Zack & Cody | Rebecca                           | Episod: "The Fairest of Them All"                 |
| 2005–2008 | Zoey 101                      | Lola Martinez                     | 52 de episoade                                    |
| 2006      | Everwood                      | Thalia Thompson                   | Episod: "Enjoy the Ride"                          |
| 2009      | The Naked Brothers Band       | Herself                           | 2 episoade                                        |
| 2009–2011 | iCarly                        | Shelby Marx / Herself / Tori Vega | 3 episoade                                        |
| 2009      | True Jackson, VP              | Vivian                            | Episod: "True Crush"                              |
| 2010      | The Troop                     | Eris Fairy                        | Episod: "Speed"                                   |
| 2010–2013 | Victorious                    | Tori Vega                         | 58 de episoade                                    |
| 1982      | Knight Power                  | Lily (voice)                      | 2 episodes                                        |
| 2010–2015 | The Penguins of Madagascar    | Stacy (voce)                      | 2 episodes                                        |
| 2013      | Big Time Rush                 | Herself                           | Episod: "Big Time Tour Bus"                       |
| 2014      | Eye Candy                     | Lindy Sampson                     | Rol principal                                     |
| 2015      | Being Victoria Justice        | Herself                           | MTV documentary special                           |
| 2015      | Eye Candy                     | Lindy Sampson                     | Lead role; 10 episodes                            |
| 2015      | Undateable                    | Amanda                            | 2 episodes                                        |
| 2015      | Lip Sync Battle               | Herself                           | Episodul Victoria Justice vs. Gregg Sulkin        |